# Riu de la Vall del Riu
Riu de la Vall del Riu är ett vattendrag i Andorra.   Det ligger i parroquian Canillo, i den centrala delen av landet. Vattendraget mynnar i Riu Valira d'Orient.
I trakten runt Riu de la Vall del Riu växer i huvudsak blandskog och gräsmarker.